# Lotta flyttar hemifrån
Lotta flyttar hemifrån är en svensk barn-/familjefilm som hade biopremiär i Sverige den 18 september 1993, regisserad av Johanna Hald med Grete Havnesköld, Linn Gloppestad och Margreth Weivers med flera.
Filmen bygger på barnboken Lotta på Bråkmakargatan av Astrid Lindgren och är en uppföljare till filmen med samma namn från 1992.

## Handling
I ett litet gult hus på Bråkmakargatan bor Lotta med syskonen Mia och Jonas och mamma och pappa. En morgon vill Lotta inte ta på sig en otäck jumper, som kliar och sticks. Som straff förvisas Lotta till barnkammaren där hon alldeles tyst tar fram en sax och klipper ett stort hål i jumpern. Hon bestämmer sig sedan för att flytta till tant Berg.

## Om filmen
Filmen som är en uppföljare till filmen Lotta på Bråkmakargatan spelades in samtidigt som sin föregångare och var ursprungligen tänkt att bli en TV-serie på 6 avsnitt där det under produktionens gång bestämdes att det skulle bli en biofilm istället där de första tre avsnitten blev Lotta på Bråkmakargatan och de sista tre Lotta flyttar hemifrån.

## Rollista
- Grete Havnesköld – Lotta
- Linn Gloppestad – Mia
- Martin Andersson – Jonas
- Beatrice Järås – mamma
- Claes Malmberg – pappa
- Margreth Weivers – tant Berg
- Gunvor Pontén – fru Blomgren
- Sten Ljunggren – herr Blomgren
- Pierre Lindstedt – Kalle Fransson
- Johan Rabaeus – lastbilsförare
- Renzo Spinetti – Vassilis